# Trichostema austromontanum
Trichostema austromontanum är en kransblommig växtart som beskrevs av F.H. Lewis. Trichostema austromontanum ingår i släktet Trichostema och familjen kransblommiga växter.

## Underarter
Arten delas in i följande underarter:
- T. a. austromontanum
- T. a. compactum